# Widmann (Familienname)
Widmann ist ein deutscher Familienname.

## Namensträger

### A
- Adalbert von Widmann (Politiker, 1804) (1804–1888), österreichischer Politiker, MdL Mähren
- Adalbert von Widmann (Politiker, 1868) (1868–nach 1945), österreichischer Beamter und Politiker, Landespräsident von Österreichisch-Schlesien
- Adolf Widmann (1818–1878), deutscher Schriftsteller und politischer Publizist
- Albert Widmann (1912–1986), deutscher SS-Funktionär
- Ambrosius Widmann (um 1477–1561), deutscher Jurist und Kleriker
- Andreas Widmann (Eishockeyspieler) (* 1985), deutscher Eishockeyspieler
- Andreas Widmann (Koch) (* 1987), deutscher Koch
- Andreas Martin Widmann (* 1979), deutscher Literaturwissenschaftler, Essayist und Schriftsteller
- Anna Maria Widmann (1600–1660), Äbtissin des Klosters Frauenchiemsee (1650–1660)
- Annette Widmann-Mauz (* 1966), deutsche Politikerin (CDU)
- Arno Widmann (* 1946), deutscher Journalist und Schriftsteller

### B
- Beatus Widmann (um 1476–1551), deutscher Jurist und Diplomat
- Benedikt Widmann (1820–1910), deutscher Komponist
- Bernhard Widmann (1867–1934), deutscher Zisterzienserabt
- Bohuslav von Widmann (1836–1911), österreichischer Beamter und Politiker

### C
- Carlos Widmann (1938–2025), deutscher Journalist
- Carolin Widmann (* 1976), deutsche Violinistin
- Cristoforo Widmann (1617–1660), italienischer Kardinal

### D
- Dieter Widmann (* 1942), deutscher Pädagoge, Fußballspieler und -trainer

### E
- Ellen Widmann (1894–1985), Schweizer Schauspielerin
- Enoch Widmann (1551–1615), Geschichtsschreiber und Rektor des Hofer Gymnasiums
- Erasmus Widmann (1572–1634), deutscher Organist und Komponist
- Ernst Wilhelm Widmann (1876–1955), deutscher Politiker (SPD)

### F
- Franz Widmann (1921–2012), italienischer Politiker (SVP)
- Friedrich Widmann (Domänendirektor) (1805–1876), deutscher Jurist und Domänendirektor
- Friedrich Widmann (Oberamtmann) (1808–1881), hohenzollernscher Oberamtmann
- Fritz Widmann (1869–1937), Schweizer Maler

### G
- Georg Widmann (um 1640–1706), deutscher Jurist und Hochschullehrer, siehe Georg von Widmont
- Georg Friedrich Widmann (1603–1664), deutscher Komponist
- Georg Rudolf Widmann (Schriftsteller) (1550–1600), deutscher Schriftsteller und Politiker
- Georg Rudolf Widmann (Kapellmeister) (1570–1605), deutscher Kapellmeister und Stadtschreiber
- Gottlob Widmann (Architekt) (1852–1931), deutscher Architekt und Baumeister
- Gottlob Widmann (Erfinder), deutscher Erfinder des Wigomat, der ersten Filterkaffeemaschine
- Götz Widmann (* 1965), deutscher Liedermacher
- Gret Widmann (1875–1931), Schweizer Malerin und Fotografin (Ehefrau von Fritz Widmann)
- Gudrun Irene Widmann (1919–2011), deutsche Malerin und Zeichnerin
- Günther Widmann (1937–1996), österreichischer Architekt

### H
- Hans Widmann (Kaufmann) (1570–1634), österreichischer Kaufmann und Gewerke
- Hans Widmann (Historiker) (1847–1928), österreichischer Historiker
- Hans Widmann (Buchwissenschaftler) (1908–1975), deutscher Buchwissenschaftler und Bibliothekar
- Hans Widmann (Politiker) (* 1948), italienischer Politiker (SVP), Gewerkschafter und Publizist
- Hans Widmann (Rennfahrer), deutscher Automobilrennfahrer
- Hans-Joachim Widmann (1934–2016), deutscher Rechtsanwalt und Politiker (FDP)
- Heinrich Widmann (1689–1758), deutscher Benediktiner und Abt
- Heinrich Otto Widmann (1853–1944), württembergischer Oberamtmann
- Horst Widmann (* 1938), österreichischer Künstler

### I
- Ines Widmann (1904–2002), österreichische Schriftstellerin

### J
- Joachim Widmann (Musiker) (1930–2002), Landeskirchenmusikdirektor in Bayern
- Joachim Widmann (* 1963), deutscher Journalist
- Johann Georg Widmann (1696–1753), deutscher Missionar
- Johann Jakob Widmann (1799–1876), deutscher Papierfabrikant
- Johann Wilhelm Widmann (Mediziner, 1690) (1690–1743), deutscher Mediziner
- Johann Wilhelm Widmann (Mediziner, 1721) (1721–1766), deutscher Mediziner
- Johannes Widmann, eigentlicher Name von Johannes von Dinkelsbühl (1370–1465), deutscher Physiker und Hochschullehrer
- Johannes Widmann (Mediziner) (um 1444–1524), deutscher Mediziner
- Johannes Widmann (Mathematiker) (1460–??), deutscher Mathematiker
- Johannes Widmann (Fotograf) (1904–1992), Deutscher Professor für Fotografie
- Jörg Widmann (* 1973), deutscher Komponist und Klarinettist
- Josef Widmann (1833–1899), deutscher Bauingenieur und Pionier der Allgäuer Milchwirtschaft
- Joseph Otto Widmann (1816–1873), österreichisch-schweizerischer Musiker und Pfarrer
- Joseph Victor Widmann (1842–1911), schweizerischer Schriftsteller
- Jutta Widmann (* 1961), deutsche Politikerin (FW)

### K
- Kasimir Widmann (1776–1855), deutscher Politiker, württembergischer Landtagsabgeordneter
- Kurt Widmann (Musiker) (Kutte; 1906–1954), deutscher Jazzmusiker
- Kurt Widmann (Fußballspieler) (* 1953), österreichischer Fußballspieler
- Kurt Widmann (Schachspieler), kanadischer Fernschachspieler

### L
- Leonhart Widmann († 1557), deutscher Chronist
- Ludwig Heinrich Widmann (1794–1858), württembergischer Stadtschultheiß und Landtagsabgeordneter
- Lukas Widmann (* 1985), Südtiroler Eishockeyspieler

### M
- Mangold Widmann (um 1446–nach 1508), württembergischer Jurist und Hochschullehrer
- Mara Widmann (* 1986), deutsche Schauspielerin
- Marcus Widmann (* 1970), deutscher Schauspieler
- Martin Widmann (1928–2012), deutscher evangelischer Theologe und Hochschullehrer
- Matthias Widmann (vor 1692–nach 1721), deutscher Prämonstratensermönch, Abt des Klosters Neustift bei Freising

### O
- Oliver Widmann (* 2001), deutscher Mountainbike-Trialfahrer
- Otto Widmann (1887–1979), deutscher Verwaltungsjurist und Landrat

### P
- Peter Widmann (1930–2012), deutscher Politiker (CSU)

### R
- Rainer Widmann (* 1967), österreichischer Politiker (FPÖ, BZÖ)
- Rudolf Widmann (Verwaltungsbeamter) (1883–1968), deutscher Verwaltungsjurist und Ministerialbeamter
- Rudolf Widmann (Politiker) (1929–2000), deutscher Politiker (FDP), MdL Bayern

### S
- Sampo Widmann (* 1942), deutscher Architekt und Hochschullehrer

### T
- Thomas Widmann (* 1959), italienischer Politiker (Südtiroler Volkspartei)
- Tina Widmann (* 1960), österreichische Politikerin (ÖVP)

### U
- Uwe Widmann (* 1970), deutscher Triathlet

### V
- Veronika Widmann (* 1993), italienische Mountainbikerin

### W
- Wilhelm Widmann (1858–1939), deutscher Kirchenmusiker und Komponist